# Journée de l'écriture cyrillique et de la culture slave
La Journée de l'écriture cyrillique et de la culture slave est une fête officielle qui a lieu le 24 mai dans plusieurs pays Slaves utilisant l'alphabet cyrillique, notamment en Bulgarie, où cette fête a été originellement instituée pendant la seconde moitié du XIXe siècle, est nommée fête de l'écriture slave, de l'éducation et de la culture bulgare.

## Origines
La fête de l'écriture slave, de l'éducation et de la culture bulgare a été instituée en Bulgarie ottomane au cours de la seconde seconde moitié du XIXe siècle pour célébrer la diffusion des alphabets glagolitique et cyrillique, créés par les frères Cyrille et Méthode au cours du IXe siècle et diffusés en Bulgarie par leurs disciples pour permettre le développement de la liturgie orthodoxe en langue slave écrite en cyrillique,.
L'alphabet bulgare (le cyrillique) est un élément essentiel de l'identité bulgare tout au long de la domination ottomane sur la Bulgarie (1396-1878). À cette époque, la littérature bulgare s'exprime dans les damaskini (recueils de textes religieux bulgares). La langue, la littérature et la culture bulgare maintenaient le souvenir de la période pré-ottomane où la Bulgarie était un grand royaume médiéval (681-1396).
En Bulgarie, la fête de l'écriture slave, de l'éducation et de la culture bulgare et aussi nommée « Journée de l'écriture cyrillique bulgare, de l'éducation et de la culture bulgares » car l'alphabet cyrillique a  permis la diffusion de la littérature et de la culture en langue slave écrite en cyrillique en Bulgarie. Cette fête a été instituée en 1851, à la fin de la période nommée la « Renaissance culturelle bulgare », par le linguiste et écrivain bulgare Naïden Guerov (en) pour célébrer, le 24 mai (11 mai dans le calendrier julien), les Saints frères Cyrille et Méthode, les créateurs de l'alphabet cyrillique. Elle devenue fête nationale bulgare en 1857. C'est la plus ancienne des fêtes bulgares.
En 1892, l'écrivain bulgare Stoyan Mihaylovski (en) écrit un hymne en hommage à Cyrille et Méthode intitulé : « Marche, peuple revivifié ! » (Vurvi narode vuzrodeni). Le compositeur Panayot Pipkov en compose la musique  en novembre 1900. L'hymne fait partie des célébrations de la fête du 24 mai.

## Célébration

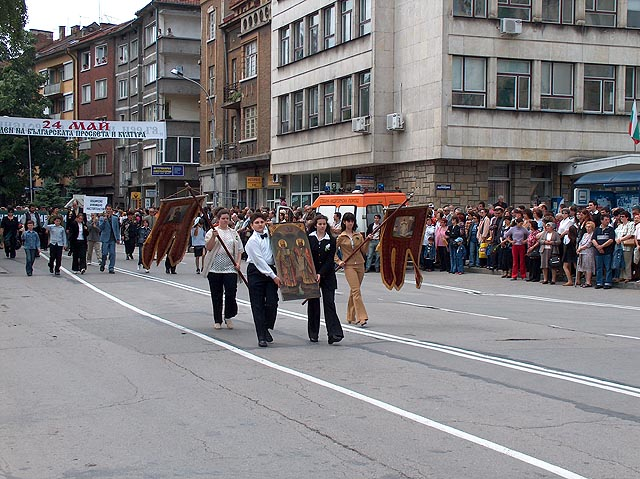
Parade traditionnelle du 24 mai à Gabrovo en Bulgarie.

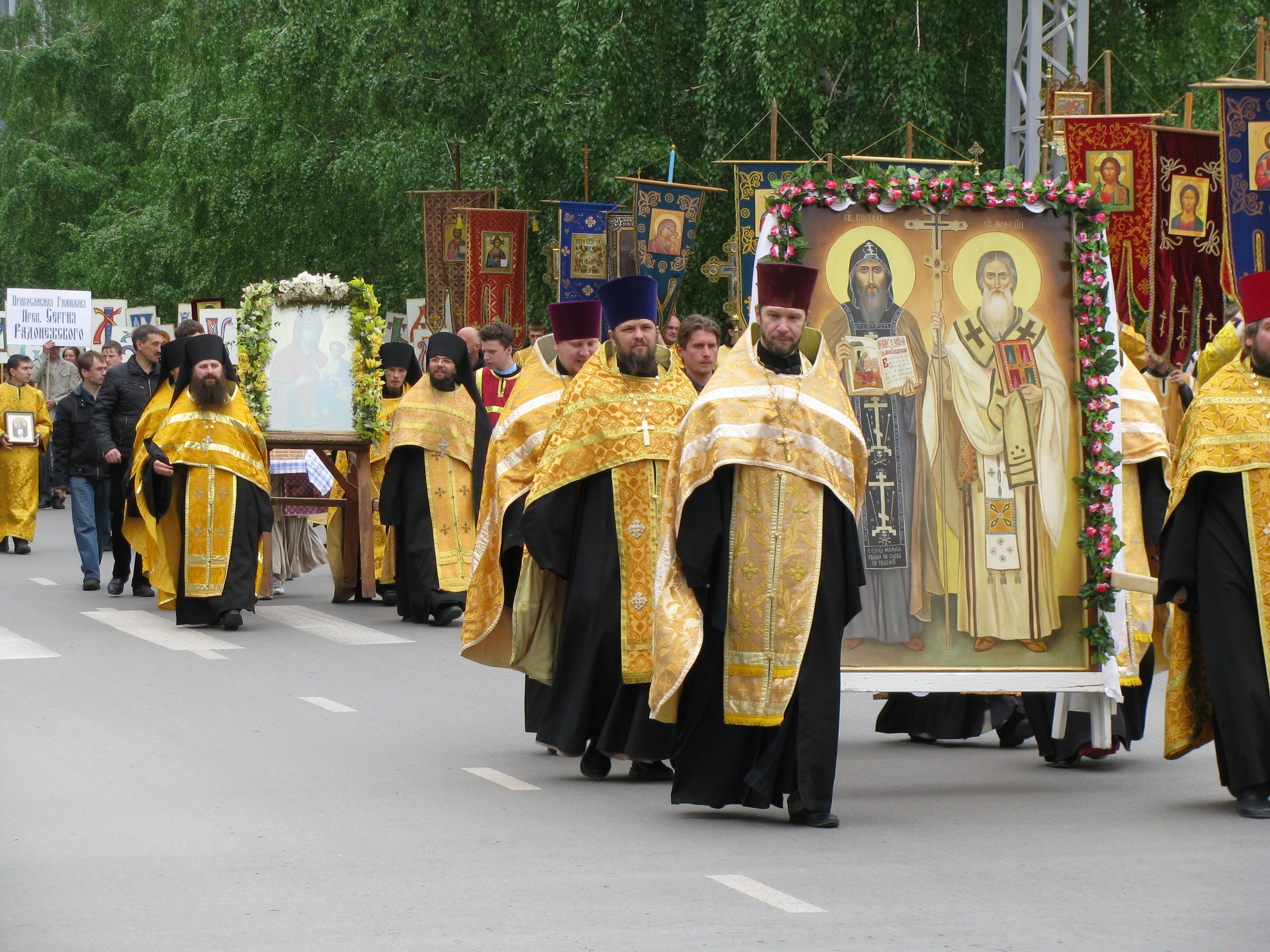
Procession religieuse le 24 mai à Novossibirsk en Russie.

La Journée de l'écriture cyrillique et de la culture slave est célébrée le 24 mai dans les pays Slaves qui ont l'écriture cyrillique en commun notamment : la Bulgarie, la Macédoine du Nord, la Russie et l'Ukraine. Cette fête est aussi une fête religieuse en hommage aux saints Cyrile et Méthode qui sont vénérés dans les Églises orthodoxes de ces pays,,,.
Le 24 mai, qui est un jour férié en Bulgarie, est une fête importante pour les Bulgares. Ce n'est pas uniquement la commémoration de la création de l'alphabet slavo-bulgare, l’alphabet cyrillique, c'est aussi la célébration de l'éveil national bulgare, du développement et de l'indépendance culturelle de la Bulgarie. 
La Journée de l'écriture cyrillique bulgare, de l'éducation et de la culture bulgares est célébrée dans les écoles, où tous les élèves chantent l'hymne Vurvi narode vuzrodeni et de nombreuses manifestations publiques sont organisées.
L'importance de la fête est expliquée par Iskra Hristova-Chomova, professeure de langue et de littérature bulgares : 

« Pour les Bulgares, le 24 mai est une fête sacrée, car les deux frères ont ouvert de vastes horizons spirituels et ont tracé le chemin vers le développement spirituel et littéraire. On sait que les peuples même les plus grands et les empires les plus puissants peuvent disparaître et être oubliés s’ils n’ont pas d’écriture. Les Thraces par exemple avaient des royaumes puissants et une culture riche, mais ils ne possédaient pas leur propre écriture et tous ce que nous apprenons sur eux vient des sources de cultures différentes. Autrement dit, nous avons toutes les raisons pour fêter les Saints Frères Cyrille et Méthode et nous recueillir devant leur mémoire, car la Bulgarie connaît des périodes de grandeur et de puissance, mais aussi de décadence et d’oppression, certains de ses souverains ont conquis des territoires d’autres les ont perdus, mais le territoire que les deux frères Cyrille et Méthode ont conquis pour nous, personne ne pourra nous le prendre et se l'approprier. »